# Condado de Hamilton (Florida)
El condado de Hamilton es un condado ubicado en el estado estadounidense de Florida. En 2000, su población era de 13 327 habitantes. Su sede está en Jasper.

## Historia
El condado de Hamilton fue creado en 1827. Su nombre es en honor a Alexander Hamilton, primer Secretario del Tesoro de los Estados Unidos.

## Demografía
Según el censo de 2000, el condado cuenta con 13 327 habitantes, 4161 hogares y 2995 familias residentes. La densidad de población es de 10 hab/km² (26 hab/mi²). Hay 4966 unidades habitacionales con una densidad promedio de 4 u.a./km² (10 u.a./mi²). La composición racial de la población del condado es 58,79% Blanca, 37,72% Afroamericana o Negra, 0,42% Nativa americana, 0,20% Asiática, 0,02% De las islas del Pacífico, 1,69% de Otros orígenes y 1,17% de dos o más razas. El 6,36% de la población es de origen hispano o latino cualquiera sea su raza de origen.
De los 4161 hogares, en el 32,90% de ellos viven menores de edad, 50,30% están formados por parejas casadas que viven juntas, 16,80% son llevados por una mujer sin esposo presente y 28,00% no son familias. El 24,10% de todos los hogares están formados por una sola persona y 9,10% de ellos incluyen a una persona de más de 65 años. El promedio de habitantes por hogar es de 2,60 y el tamaño promedio de las familias es de 3,07 personas.
El 23,50% de la población del condado tiene menos de 18 años, el 10,80% tiene entre 18 y 24 años, el 31,80% tiene entre 25 y 44 años, el 22,80% tiene entre 45 y 64 años y el 11,20% tiene más de 65 años de edad. La edad media es de 35 años. Por cada 100 mujeres hay 135,00 hombres y por cada 100 mujeres de más de 18 años hay 145,40 hombres.
La renta media de un hogar del condado es de $25 638, y la renta media de una familia es de $30 677. Los hombres ganan en promedio $26 999 contra $20 552 para las mujeres. La renta per cápita en el condado es de $10 56 el 26,00% de la población y 21,70% de las familias tienen entradas por debajo del nivel de pobreza. De la población total bajo el nivel de pobreza, el 35,70% son menores de 18 y el 16,10% son mayores de 65 años.

## Ciudades y pueblos
- Jasper
- Jennings
- White Springs